# Дентон (Меріленд)
Дентон (англ. Denton) — місто (англ. town) в США, в окрузі Керолайн штату Меріленд. Населення — 4848 осіб (2020).

## Географія
Дентон розташований за координатами 38°52′39″ пн. ш. 75°49′37″ зх. д. / 38.87750° пн. ш. 75.82694° зх. д. (38.877467, -75.826915).  За даними Бюро перепису населення США в 2010 році місто мало площу 14,24 км², з яких 13,67 км² — суходіл та 0,56 км² — водойми.

## Демографія
Згідно з переписом 2010 року, у місті мешкало 4418 осіб у 1606 домогосподарствах у складі 1034 родин. Густота населення становила 310 осіб/км².  Було 1791 помешкання (126/км²).
Расовий склад населення:
| - 71,8 % — білих - 22,9 % — чорних або афроамериканців - 0,6 % — азіатів - 0,4 % — корінних американців - 1,0 % — осіб інших рас |

До двох чи більше рас належало 3,1 %. Частка іспаномовних становила 3,3 % від усіх жителів.
За віковим діапазоном населення розподілялося таким чином: 26,6 % — особи молодші 18 років, 58,3 % — особи у віці 18—64 років, 15,1 % — особи у віці 65 років та старші. Медіана віку мешканця становила 35,8 року. На 100 осіб жіночої статі у місті припадало 87,6 чоловіків;  на 100 жінок у віці від 18 років та старших — 81,5 чоловіків також старших 18 років.
Середній дохід на одне домашнє господарство  становив 52 727 доларів США (медіана — 41 122), а середній дохід на одну сім'ю — 60 767 доларів (медіана — 53 036). Медіана доходів становила 48 194 долари для чоловіків та 31 544 долари для жінок. За межею бідності перебувало 21,3 % осіб, у тому числі 29,8 % дітей у віці до 18 років та 10,8 % осіб у віці 65 років та старших.
Цивільне працевлаштоване населення становило 1736 осіб. Основні галузі зайнятості: освіта, охорона здоров'я та соціальна допомога — 31,9 %, виробництво — 12,9 %, роздрібна торгівля — 12,1 %, науковці, спеціалісти, менеджери — 11,5 %.